# Арнольд, Фрэнсис
Фрэнсис Хэмилтон Арнольд (англ. Frances Hamilton Arnold; род. 25 июля 1956, Эджвуд, Пенсильвания) — американская учёная и инженер в области белковой инженерии, внёсшая значительный вклад в развитие направленной эволюции ферментов. Лауреат Нобелевской премии по химии 2018 года за работы по направленной эволюции.
Член всех трёх Национальных академий США: Академии наук (2008), Инженерной (2000) и Медицинской (2004), а также Американского философского общества (2018), иностранный член Лондонского королевского общества (2020), именной профессор Linus Pauling Professor of Chemical Engineering, Bioengineering and Biochemistry Калтеха.
Удостоена Национальной медали в области технологий и инноваций (2013) и введена в Национальный зал славы изобретателей (2014).

## Биография
Дочь физика-ядерщика Уильяма Говарда Арнольда, внучка генерала Уильяма Говарда Арнольда. Выросла в Питтсбурге. В 1974 году окончила городскую школу, а в 1979 году бакалавриат факультета машиностроения и аэрокосмической техники Принстонского университета. Вместе с отцом они стали первой династией среди членов Национальной инженерной академии США.
Возглавляет консультативную группу David and Lucile Packard Foundation Fellowships in Science and Engineering, попечитель Gordon Research Conferences. Соучредительница компаний Gevo, Inc. в 2005 году и Provivi, Inc. в 2014 году.
Член Американской академии искусств и наук (2011), Американской академии микробиологии (2009), Американской ассоциации содействия развитию науки (2010), Папской академии наук (2019), иностранный член Королевской инженерной академии Великобритании (2018).

## Награды и отличия
- Garvan–Olin Medal[англ.] (2005)
- FASEB Excellence in Science Award[англ.] (2007)
- Премия Чарльза Старка Дрейпера Национальной инженерной академии США (2011, первая удостоившаяся женщина)
- ENI award[англ.] (2013)
- Национальная медаль США в области технологий и инноваций (2013)
- Введена в Национальный зал славы изобретателей (2014)
- Премия «Технология тысячелетия», Технологическая академия Финляндии (2016, первая удостоившаяся женщина)
- Raymond and Beverly Sackler Prize in Convergence Research[нем.] НАН США (2017)
- AIChE[англ.]'s Margaret H. Rousseau Pioneer Award (2017, первый удостоенный)[12]
- Achievement Award, Society of Women Engineers[англ.] (2017)
- Нобелевская премия по химии за направленную эволюцию ферментов (2018) (1/2 премии)[13]
- Премия Боуэра, Институт Франклина (2019)[14]
- Почётный доктор Стокгольмского университета (2013), ETH Zurich (2015), Чикагского университета (2016), Датского технического университета (2019)